# Coprah
Le coprah, ou copra, est l'albumen séché de la noix de coco.

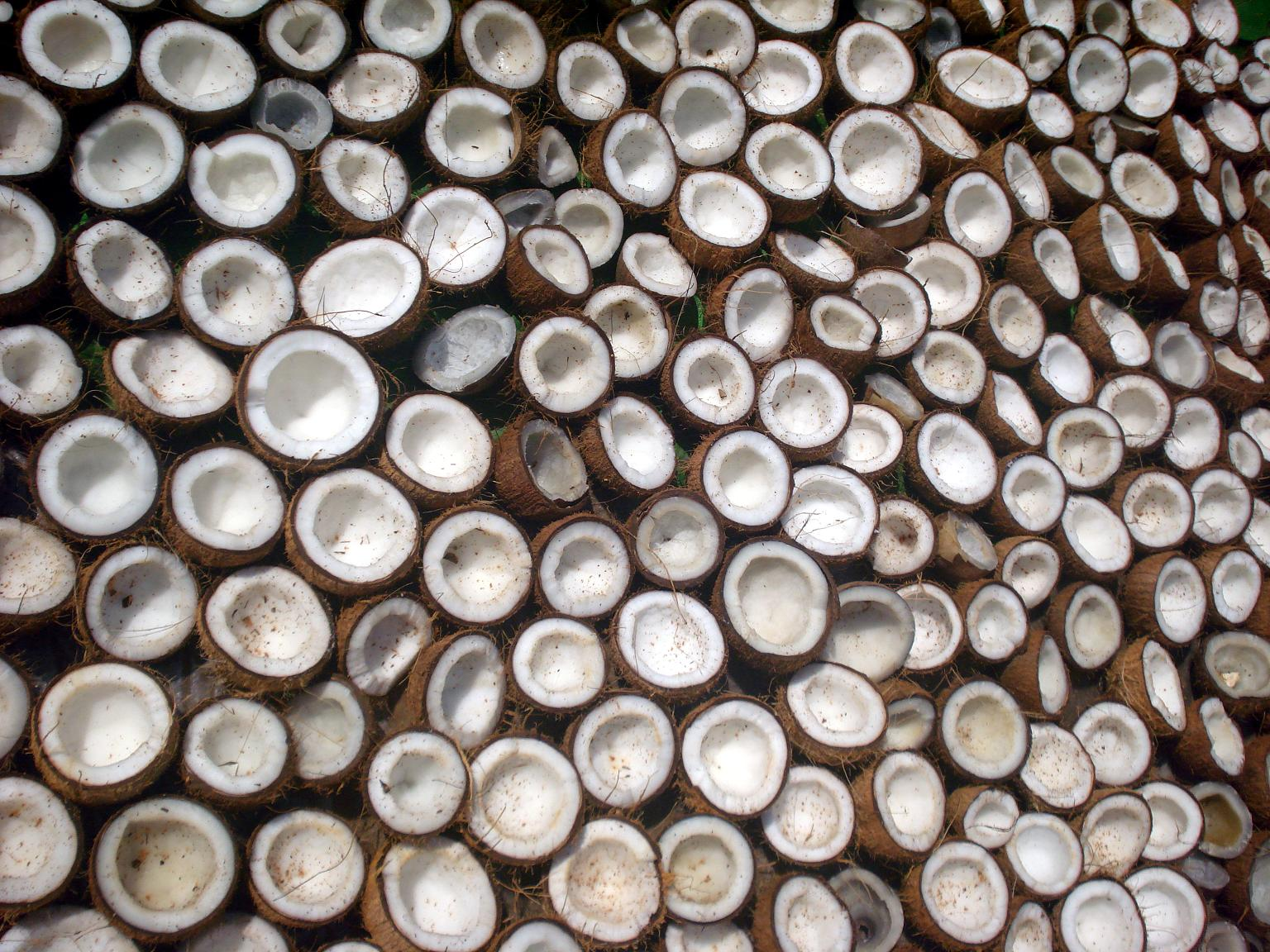
Noix de coco coupées.

La floraison du cocotier produit une drupe, un fruit vert qui contient une noix et pousse en grappes de cinq à plus de dix, selon la variété, à l'aisselle des branches. La noix est entourée d'une enveloppe fibreuse, épaisse de cinq à quinze centimètres, appelée mésocarpe. Sous cette enveloppe se trouve une mince coque brune très dure, qui renferme l'albumen – un liquide translucide un peu blanchâtre qu'on appelle eau de coco et qui se transforme en chair au fur et à mesure de la maturation du fruit. C'est la noix proprement dite ou coprah.

## Culture du cocotier
Les noix de coco germées sont plantées peu profondément dans un sol riche, additionné d'une bonne quantité de sable, salé de préférence. Le cocotier demande environ 1,5 m3 d'eau par an, il ne nécessite donc pas d'arrosage, sauf si la saison sèche s'étend au-delà de trois mois. La plantation est possible toute l'année, même s'il vaut mieux éviter la saison sèche. Le cocotier produit ses premiers fruits entre sa sixième et sa huitième année, puis durant cinquante à soixante-dix ans en croissance normale, s'il ne subit pas de dégradations. L'exposition et la fragilité des atolls face aux intempéries permettent rarement d'atteindre cet âge.

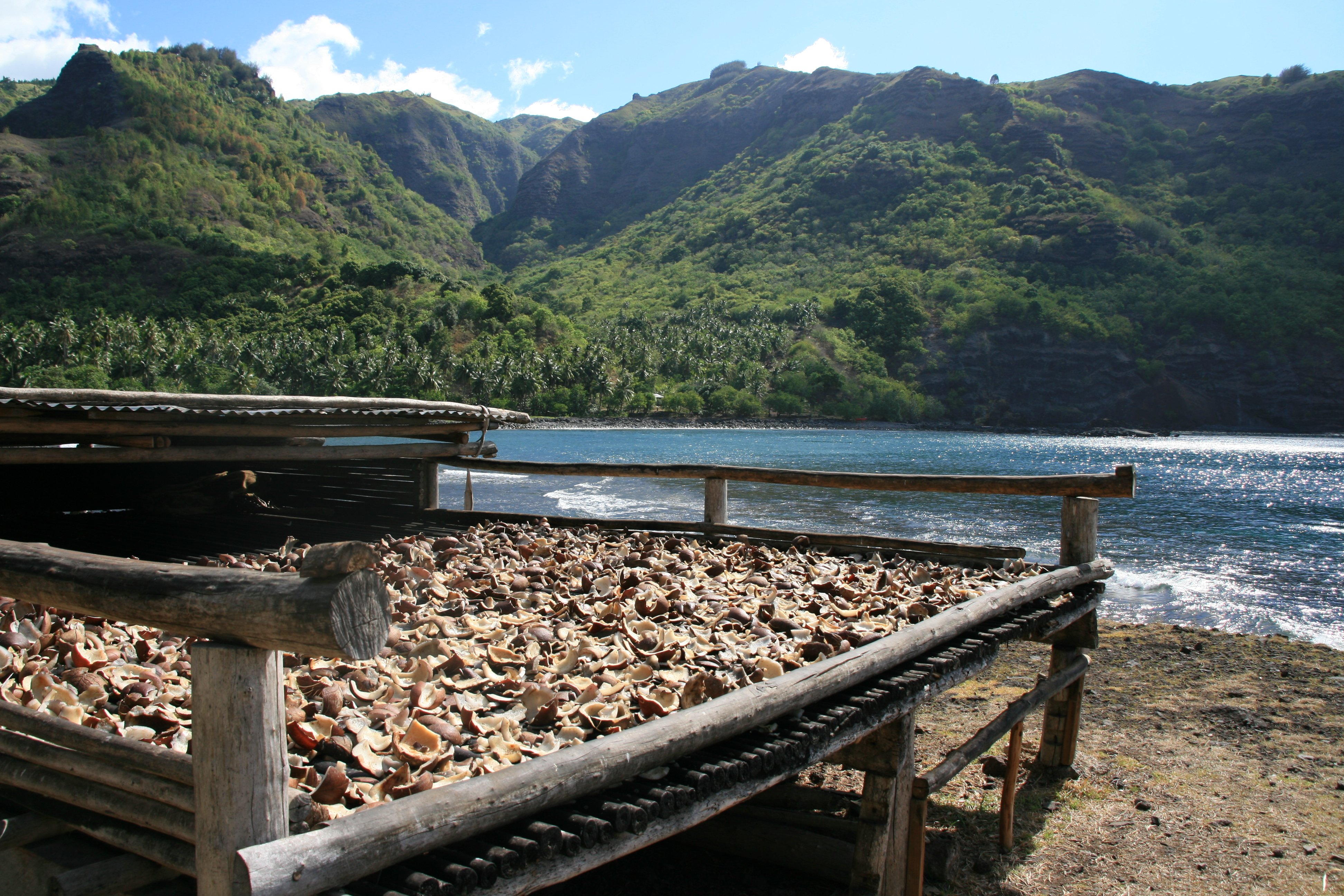
Séchoir à coprah, île d'Hiva Oa, îles Marquises.

## Récolte
À leur maturité, les noix de coco tombent au sol. Parfois, l'exploitant anticipe ce stade de croissance et les récolte lui-même en les détachant de l'arbre. Une fois les noix rassemblées, l'opération manuelle de détroquage de l'albumen séché est effectuée. Cette chair extraite est séchée au soleil jusqu'à la disparition quasi totale de son eau, dont la teneur ne doit pas dépasser 6 %, pour obtenir le coprah. Le coprah est ensuite rassemblé dans des sacs, qui sont pesés avant leur vente.
En Polynésie française, où cette culture est en usage depuis le XIXe siècle, les sacs sont acheminés par cargo vers Papeete, où se trouve l'« Huilerie de Tahiti ».

## Utilisation
Le coprah sert à la fabrication d'huile de coprah (huile de coco raffinée), utilisée d'une part dans l'alimentation humaine, pour la confection de margarine, et d'autre part dans la fabrication de savon et de cosmétiques. C'est la saponification de l'huile de coprah qui aboutit à la formation de cocoate de sodium, utilisé dans l'industrie pour la fabrication de savon. Le monoï est aussi préparé en associant l'huile de coprah avec la fleur/ tiaré tahiti. L'huile de coprah peut également être convertie en agrocarburant.

### Tourteau
Le tourteau de coprah, issus du résidu de coprah après pression pour extraction de l'huile, peut servir de fertilisant agricole et d'alimentation pour le bétail (bovins, porcins, chevaux) et aussi pour les crevettes d'élevage. En Australie et Nouvelle-Zélande, l'utilisation du tourteau de coprah pour nourrir le bétail a provoqué l'inquiétude des services de contrôle en raison de taux élevés d'aflatoxine, un cancérigène. L'aflatoxine est une toxine produite par des champignons se développant généralement sur des graines, comme les cacahuètes. Sa présence n'est pas indicative d'un danger intrinsèque de l'amande de coco, mais plutôt de la mauvaise qualité de fabrication et de stockage du produit. L'Australie et la Nouvelle-Zélande importaient initialement leurs tourteaux de coprah de Papouasie-Nouvelle-Guinée, réputé pour sa qualité et son taux très faible en aflatoxine. Mais l'augmentation de la demande a entraîné l'importation de coprah d'origine asiatique, notamment l'Indonésie et les Philippines, moins cher mais de moins bonne qualité. Le coprah provenant de nombreux pays d'Asie est déjà interdit à l'importation dans l'Union Européenne, en raison de sa teneur plus souvent élevée en aflatoxine,.
À titre d'exemple, le tourteau de coprah produit par pression (expeller) par l'huilerie de Tahiti présente un taux d'humidité entre 4 et 9 %, et contient de 19 à 24 % de protéines brutes, 6 à 11 % de matières grasses et 11 à 15 % de cellulose. La teneur en aflatoxine B1 est comprise entre 0.30 mg/kg (ppm) et 0,75 mg/kg (ppm). Le producteur recommande une part maximale en tourteau de 15 à 30 % (2,5 à 5 kg) de la ration journalière pour les bovins non laitiers, et de 20 à 40 % (300 à 600g) de la ration journalière pour les porcs. Par prudence, il déconseille ce produit pour l'alimentation des volailles et du bétail laitier,.